# Cantó de Montelaimar-1
El cantó de Montelaimar-1 és un cantó francès del departament de la Droma, situat al districte de Niom. Compta amb un municipi i part del de Montelaimar.

## Municipis
- Ancône
- Montelaimar

| Data d'elecció                           | Identitat          | Partit           | Qualitat |
| ---------------------------------------- | ------------------ | ---------------- | -------- |
| 1943-1973                                | Maurice Pic        | SFIO, després PS |          |
| 1973-1985                                | M. Sauvinet        | PS               |          |
| 1985-1998                                | Jean-Jacques Ayzac | UDF              |          |
| 1998-                                    | Jean-Luc Vincent   | PS               |          |
| les dades anteriors no són pas conegudes |                    |                  |          |